# 池野健
池野 健（いけの たけし、1981年9月30日 - ）は、NHKのアナウンサー。 

## 人物
東京都世田谷区出身。早稲田大学卒業後、2006年4月1日入局。

## 嗜好・挿話
- 各赴任先に於けるニュースの担当。
- 趣味は、筋トレ、バッティングセンターでのセーフティーバント、高層建築探訪、昭和のドキュメンタリー鑑賞。
- 座右の銘は「仕事に“慣れ”は禁物」。

## 現在の担当番組・業務
- 各種スポーツ中継（プロ野球、Jリーグ、高校野球など）[注釈 1]

## 過去の担当番組
高松放送局時代（2006年度 - 2010年度）
- 生中継 ふるさと一番!（2008年11月17日 - 20日、2010年1月25日 - 26日）
- しこく8 四国なぞ解き行脚 春編（2011年4月8日）
- ガイナーズナイター

大分放送局時代（2011年度 - 2014年度）
- 第86回選抜高等学校野球大会第2日目 （2014年3月22日 ラジオ第1）
- しんけんワイド大分（キャスター、隔週交替）
- 美活コーナー

横浜放送局時代（2015年度 - 2016年度）
- 2016年4月の熊本地震発生直後、熊本放送局に応援で派遣され、災害情報を中心にローカルニュースを担当した。
- NHKプロ野球（主に横浜放送局FM向けの横浜DeNAベイスターズ主催試合の中継実況であるが、東京制作の他の在京4チームの主管試合の実況・レポートを担当する場合もある）
- Jリーグ中継（横浜放送局FM向けの神奈川県に関係するチーム〈J1：川崎フロンターレ、横浜F・マリノス、湘南ベルマーレ、J2：横浜FC、J3：SC相模原、YSCC横浜〉が主催する試合を中心に実況担当）
- 横浜サウンド☆クルーズ（池野スポーツというコーナーを担当）

仙台放送局時代（2017年度 - 2020年8月）
- 宮城県・東北地方のニュース
- アイデア対決・全国高等専門学校ロボットコンテスト2017  東北地区大会（実況・2017年11月23日）
- 旅ラジ（2018年5月9日・10日）
- マイあさラジオ東北（不定期担当・2017年8月11日 - 2020年8月）[2]
- おはよう宮城
- てれまさむね（ニュースリーダー）

佐賀放送局時代（2020年9月 - 2023年度）
- 佐賀県のニュース
- ニュースただいま佐賀（「YUYAのオーレ!サガン鳥栖」、不定期月曜）
- Jリーグ中継（サガン鳥栖が主催する試合の実況を担当、アビスパ福岡との九州ダービーで実況・レポートを担当することもある）
- NHKプロ野球（福岡局制作福岡ソフトバンクホークス主催試合のレポート・実況で本拠地福岡PayPayドームへ応援派遣）
- 九州・沖縄地方のニュース（2022年4月20日、2022年11月16日・応援派遣要員） - 福岡局より
- はっけんラジオ - 福岡局より
  - 「健康講座・春の熱中症対策!」（2022年4月20日）
- ニュース845福岡（2022年4月20日、2022年11月16日・応援派遣要員）
- ラジオニュース（九州沖縄、R1・FM）の泊まり勤務担当（2022年11月17日 - 11月18日・応援派遣要員）[注釈 2]
- 第95回記念選抜高等学校野球大会 - 実況・試合終了後インタビュー＆レポート
- 大雨関連特設ニュース（2023年7月8日・九州沖縄地方） - 佐賀放送局より佐賀県の災害状況を伝えた[注釈 3]。
- ラグビーワールドカップ2023（総合・NHKプラス）
  - ウィークリーハイライト（2023年10月7日） - スタジオ進行（吉岡真央アナウンサーとともに、解説：五郎丸歩）
  - 1次リーグ・グループD「日本」対「アルゼンチン」（2023年10月8日、R1） - ラジオ実況（解説：薫田真広）
- G-Media時代